# آنتانینارنینا
آنتانینارنینا (به لاتین: Antaninarenina) یک منطقهٔ مسکونی در ماداگاسکار است که در ناحیه بفوتاکا سود واقع شده‌است.